# I Cavalieri dello zodiaco - La leggenda del Grande Tempio
I Cavalieri dello zodiaco - La leggenda del Grande Tempio (聖闘士星矢 Legend of Sanctuary?, Seitō Seiya Legend of Sanctuary, lett. "Saint Seiya: Legend of Sanctuary") è un film d'animazione del 2014 diretto da Keiichi Satō.
Pellicola giapponese realizzata in CGI, prodotta dalla Toei Animation, sesto film del franchising di anime e manga I Cavalieri dello zodiaco, basato sull'omonimo manga di Masami Kurumada, ri-narra la battaglia alle Dodici Case dello Zodiaco dei Cavalieri di Bronzo contro quelli d'Oro, con modifiche alla trama e al design dei personaggi.
Il film è stato distribuito nelle sale di proiezione giapponese il 21 giugno del 2014, ma è stato mostrato in anteprima l'11 dello stesso mese alla Annecy International Animation Film Festival. I doppiatori principali del film sono stati Kaito Ishikawa, Ayaka Sasaki, Kenshō Ono, Kenji Akabane, Nobuhiko Okamoto e Kenji Nojima.

## Trama
Il Cavaliere d'oro della costellazione del Sagittario Micene di Sagitter è in fuga da altri due Cavalieri d'oro: Capricorn della costellazione del Capricorno e Gemini dei Gemelli, mandati dal Grande Sacerdote Arles con l'accusa di alto tradimento; tra le braccia protegge una neonata dai capelli viola. Gemini decide di sacrificarsi per permettere a Capricorn di colpire Micene, che viene ferito gravemente. Poco tempo dopo un uomo di mezza età, Alman di Thule, si trova in Himalaya per esplorare una caverna di ghiaccio. Ritrovandosi da solo trova una grossa stele e la piccola neonata in fasce insieme a Micene in fin di vita. Micene gli spiega che la bambina è la nuova incarnazione di Atena, ma il Grande Sacerdote non gli crede e lo considera un traditore, incolpandolo addirittura di attentare alla vita della vera Atena, che risiede nella più alta vetta del Grande Tempio. Finita la visione Micene confida ad Alman che la bambina è realmente la reincarnazione di Atena e per questo va protetta. Tra sedici anni cinque valorosi guerrieri, chiamati Cavalieri, saranno al suo fianco per proteggerla. Detto questo Micene muore, lasciando all'anziano l'armatura d'oro del Sagittario.
Passano sedici anni e la bambina in fasce prende il nome di Isabel di Thule che è turbata da una vita per i suoi misteriosi poteri. Durante uno spostamento in auto il suo maggiordomo Mylock le rivela che il suo potere viene chiamato Cosmo, e che lei è la reincarnazione della dea Atena. Alman, morto da tempo, ha ordinato al maggiordomo di rivelare tutta la verità alla figlia soltanto al giorno del suo sedicesimo compleanno, che cadeva appunto in tale giornata. Le rivela inoltre dell'esistenza dei Cavalieri, seguaci di Atena che non portano alcuna arma e combattono soltanto con pugni e forza spirituale. I due vengono attaccati da due misteriosi Cavalieri mandati per uccidere la “traditrice” (Isabel, infatti, viene considerata un'usurpatrice del posto di quella che credono la vera Atena e una possibile minaccia per il Grande Tempio). A salvare Isabel e Mylock arriva il carismatico e affascinante Pegasus, un Cavaliere di bronzo, insieme ai suoi vecchi compagni Sirio il Dragone, Cristal il Cigno e Andromeda. I quattro difendono la ragazza e le rivelano che sono stati addestrati fin da piccoli da Alman di Thule al solo scopo di proteggerla. Poco dopo giunge Ioria, Cavaliere d'oro del Leone e fratello di Micene, che attacca la sua residenza reclamando la sua vita e l'armatura del Sagittario. I Cavalieri di bronzo non possono niente contro la potenza superiore del Cavaliere d'oro e vengono sconfitti. Isabel mostra il suo Cosmo, che impressiona il Cavaliere d'oro. Mylock, per impedire che venga fatto del male a Isabel, decide di cedere al Cavaliere d'oro l'armatura del Sagittario, che la ritira immediatamente, ma prima di ritirarsi a sua volta Ioria invita Isabel a venire al Grande Tempio, e dimostrare la sua identità. Qualche tempo dopo il Cavaliere d'argento Betelgeuse colpisce Isabel con una freccia, causando danni apparentemente lievi. Betelgeuse scappa, ma viene inseguito e ucciso in duello da Phoenix, il fratello di Andromeda. Per dimostrare la veridicità di Isabel il gruppo apre un portale che li conduce al Grande Tempio, un luogo fantastico dove risiedono i Cavalieri delle dodici costellazioni insieme al Grande Sacerdote. Il gruppo dovrà così attraversare le dodici case dello zodiaco, arrivando al santuario di Atena.
Pegasus, Andromeda, Cristal, Sirio e Isabel incontrano il Cavaliere d'oro della prima casa: Mur della costellazione dell'Ariete. L'uomo, tuttavia, non solo si rivela amico del maestro di Sirio, ma dice anche di credere all'identità di Atena. Così passano alla seconda casa, dove incontrano Toro. Quest'ultimo si confronta con Pegasus e i due si fermano soltanto quando il Cavaliere di bronzo gli taglia un corno dell'elmo: in realtà Toro aveva messo soltanto alla prova il giovane e svela ai ragazzi che l'unico modo per sconfiggere i Cavalieri d'oro è quello di risvegliare il settimo senso. Improvvisamente Isabel si sente male: la freccia che l'ha colpita sta assorbendo tutto il suo Cosmo e se non si sconfiggerà la fonte del male, in questo caso il Grande Sacerdote, la ragazza morirà entro poche ore. Mentre Toro e Mur vegliano su di lei il resto del gruppo avanza. Arrivati alla quarta casa incontrano Cancer della costellazione del Cancro, che, al contrario di Toro o Mur, si dimostra spietato e crudele con le sue vittime, ornando la casa con le loro facce. Sirio e Cristal decidono di affrontarlo, facendo proseguire Pegasus e Andromeda. Appena i due amici sferrano l'attacco Cancer li colpisce inviandoli presso la bocca dell'Ade, il luogo ove passano le anime dei defunti per non ritornare più sulla terra assolata. Qui Sirio continua a combattere Cancer, mentre Cristal viene salvato dal suo vecchio maestro Aquarius e portato nella casa dell'Aquario; tuttavia Aquarius intima a Cristal di arrendersi e andarsene, cosa che il ragazzo non fa e che porta i due allo scontro. Cristal esce vittorioso dal combattimento contro Acquarius, che muore, confessandogli che è un bravo allievo e di andare a proteggere Atena; quando però il ragazzo inizia ad avanzare sviene per le ferite subite. Pegasus e Andromeda arrivano alla casa del Leone, dove rincontrano Ioria, che sembra non ricordare l'incontro con i quattro cavalieri e Isabel, e iniziano un nuovo scontro con lui. Nell'Ade, intanto, Sirio riesce a smontare l'armatura del Cancro, che era esausta della natura malvagia del suo proprietario. Rimasto senza tutto quel potere che lo faceva sentire onnipotente, Cancer viene sconfitto e rinnegato negli inferi. Sirio ritorna nella casa del Cancro, ma, come Cristal, sviene per le ferite. Pegasus e Andromeda si ritrovano in difficoltà contro Ioria, ma in loro aiuto arriva Il Cavaliere d'oro della costellazione della Vergine Virgo. Quest'ultimo, che crede nella dea Atena, invita i due a continuare la loro ascesa, mentre lui ferma Ioria. Arrivati nella casa della Scorpione Pegasus e Andromeda vengono attaccati da Scorpio, la Cavaliera d'oro della costellazione dello Scorpione. L'attacco della nemica scaraventa i due Cavalieri di bronzo nella casa del Sagittario, dove vengono attaccati da Capricorn. I due Cavalieri di Atena vengono subito sconfitti dai servitori del Grande Sacerdote; accorre allo scontro anche Phoenix, il fratello di Andromeda, ma viene anch'egli presto sconfitto. Isabel, sostenuta da Mur e Toro, scopre i corpi i Cristal e Sirio incoscienti, e nonostante la sua poca energia decide di curarli. Scorpio e Capricorn riescono ad atterrare Pegasus, Andromeda e Phoenix, ma quando stanno per andare da Isabel scoprono un messaggio segreto lasciato da Micene, in cui dice ai Cavalieri di bronzo di proteggere la reincarnazione della dea Atena. Scorpio e Capricorn sono sbalorditi dal messaggio; in quel momento arriva Isabel che, sostenuta da Mur, Toro, Sirio e Cristal, riesce a curare gli altri cavalieri di bronzo. Nella casa del Sagittario arrivano anche Ioria e Virgo, che rivelano a tutti i presenti una verità inaspettata: Ioria, dopo il primo incontro con Isabel, ha sempre saputo della sua identità, ma rivelando questa sua affermazione al Grande Sacerdote quest'ultimo lo ha corrotto con il suo potere soggiogandolo; di conseguenza i Cavalieri d'oro capiscono che dietro alla figura del Grande Sacerdote si nasconde qualcuno con poteri superiori a tale carica. Virgo si palesa dichiarando che può trattarsi soltanto di Gemini, che credevano morto sedici anni prima durante lo scontro con Micene, ma si è salvato e travestito da Grande Sacerdote; inoltre, rivelano che in quel tempo Micene e Gemini si contendevano la carica di prossimo Grande Sacerdote, ma vinse Micene, e Gemini covò sempre rancore verso il suo compagno.
Gemini, constatato che ora tutti sanno della sua vera identità, decide di attaccarli direttamente e di distruggere il Grande Tempio. Uccide a tradimento Fish, il dodicesimo e ultimo Cavaliere d'oro della costellazione dei Pesci usando la Dimensione oscura, e grazie al Cosmo sottratto a Isabel risveglia una creatura di pietra con le sembianze del dio egizio Anubi che incomincia a distruggere il Grande Tempio. Lo stesso Gemini, ora più forte che mai grazie al Cosmo di Atena, partecipa alla distruzione del luogo con un potere al di fuori del normale: la freccia, infatti, serviva soltanto ad aprire un portale per trasferire il Cosmo di Atena a Gemini. Pegasus decide di confrontarsi da solo con Gemini. All'inizio del combattimento il ragazzo si trova in difficoltà, ma riesce a dare filo da torcere al suo avversario risvegliando il settimo senso e facendo affidamento sui suoi amici, riuscendo a respingere l'attacco più forte di Gemini, Esplosione Galattica, contro di lui; nel frattempo i Cavalieri d'oro sono riusciti a distruggere il mostro di pietra. Gemini si trasforma in un terrificante mostro colossale di inaudita potenza, creato dal suo Cosmo con i resti della statua. Tutti i Cavalieri si ritrovano impotenti di fronte al nuovo Gemini. In quel momento lo spirito di Micene arriva in aiuto di Pegasus, facendogli indossare la sua armatura del Sagittario, che soccorre Isabel. I due, unendo il loro Cosmo nella freccia dell'armatura, riescono a sconfiggere una volta per tutte Gemini; più tardi verrà ritrovato in fin di vita da Isabel, pentendosi di tutte le azioni che ha commesso davanti alla dea. Isabel, indossando i vestiti di Atena e protetta dai Cavalieri d'oro, si presenta al suo popolo, inaugurando una nuova era di pace.
Dopo i titoli di coda Pegasus, Andromeda, Cristal e Sirio festeggiano il sedicesimo compleanno di Isabel.

## Personaggi
Le vicende del film vedono come protagonisti i personaggi classici della serie ma con variazioni più o meno accentuate nel design e nel carattere. Un esempio sono le armature indossate dai vari Cavalieri, che per l'occasione sono state ridisegnate dall'autore originale Masami Kurumada, inoltre l'elmo di ogni corazza è magicamente scomponibile e retraibile scoprendo volto e testa (in alcune armature è anche capace di ricostruirsi a maggiore protezione, come Capricorno e Toro); fa l'eccezione l'armatura d'oro del Leone, il cui elmo non cambia mai forma.
I cavalieri d'oro indossano comunemente un mantello, ma invece di essere tutti uguali e bianchi sono colorati e diversi fra loro; sotto l'armatura indossano generalmente dei vestiti pesanti monocolore che ricordano un gambesone. I cavalieri di bronzo hanno armature piuttosto somiglianti fra loro, in special maniera per quanto riguarda gli elmi.
Pegasus
Il cavaliere di bronzo della costellazione di Pegaso, è un ragazzo spensierato, indomito e impulsivo dalla battuta sempre pronta ma dotato di un grande coraggio.
Sirio il Dragone
Il cavaliere di bronzo della costellazione del Dragone, è un ragazzo pacato e riflessivo; non si toglie mai l'armatura al contrario dei suoi compagni.
Cristal il Cigno
Il cavaliere di bronzo della costellazione del Cigno, è il ragazzo più serio del gruppo, tant'è che quasi non sopporta il carattere giocherellone di Pegasus.
Andromeda
Il cavaliere di bronzo della costellazione di Andromeda, è un ragazzo amichevole e ottimista e grande amico di Pegasus.
Phoenix
Il cavaliere di bronzo della costellazione della Fenice, è un valente guerriero che però detesta il lavoro di gruppo e si mantiene accuratamente a distanza dagli altri, intervenendo solo quando è indispensabile.
Isabel di Thule
La reincarnazione della dea Atena, è una ragazza di sedici anni piuttosto timida ma dotata di una grande forza di volontà.
Mylock
Il maggiordomo di Lady Isabel ha un aspetto molto diverso dal solito: invece di essere un robusto uomo calvo, qui è un signore di media altezza e forme esili, dai capelli brizzolati; porta altresì gli occhiali.
Mur dell'Ariete
Il cavaliere d'oro della prima casa ha i capelli lunghi e porta gli occhiali; non indossa un vero mantello, ma due leggeri teli bianchi semitrasparenti ai lati della cintura, sul dietro.
Toro del Toro
Il cavaliere d'oro della seconda casa si presenta come un simpatico mangione; porta un po' di barba ai lati della bocca e ha un grosso anello al naso; indossa un corto e largo mantello rosso bordato oro, che ricorda una muleta.
Gemini dei Gemelli
Il cavaliere d'oro della terza casa è l'antagonista principale; ha i capelli grigi quando è cattivo e bruni quando è buono (come nella serie classica); i suoi occhi invece sono permanentemente impari: giallo il destro e azzurro il sinistro; quando tutta la sua malvagità emerge la pelle impallidisce, i capelli diventano neri e gli occhi rossi. Il suo mantello è fatto da due parti separate nel centro della schiena, ed è bicolore (bianco e nero) come la sua armatura (che è oro e nera); sotto l'armatura indossa una cotta di maglia. Oltre al mantello vero e proprio porta delle frange metalliche ai lati della cintura. Ha spesso vicino a sé una farfalla oscura, che muore al suo rinsavimento, e che ne simboleggia la malvagità.
Cancer del Cancro
Il cavaliere d'oro della quarta casa è cieco da un occhio sfregiato. La sua armatura è caratterizzata da varie appendici simili alle zampe del granchio e non indossa alcun mantello. Si presenta come un uomo crudele ma allo stesso tempo teatrale e sbruffone. Rispetto alla versione manga/anime è stato reso simile a due famosi personaggi del cinema moderno: si presenta infatti con la capigliatura e la barba di Wolverine mista alla barbetta di Jack Sparrow.
Ioria del Leone
Il cavaliere d'oro della quinta casa porta un poco di barba tagliata corta sul viso, e ha un piercing al labbro; non indossa un vero mantello, ma ha tre teli grigi semitrasparenti nel retro della cintura, a ricordare la chioma del leone, tenuti tesi dal peso di anelli dorati.
Virgo della Vergine
Il cavaliere d'oro della sesta casa porta i capelli molto lunghi, che sono rossi invece che biondi; non indossa alcun mantello.
Scorpio dello Scorpione
Il cavaliere d'oro dell'ottava casa è una donna dai corti capelli rossi (c'è stato un cambio di genere: solitamente era rappresentato come un uomo). Le componenti della sua armatura ricordano realisticamente il carapace degli scorpioni veri. Il suo mantello è corto a mezza coscia, di colore rosso scuro, e diviso in tre tagli verticali; è bordato oro in fondo.
Micene del Sagittario
Il cavaliere d'oro della nona casa non indossa mantelli, essendo la sua armatura dotata di un grosso paio di ali dorate.
Capricorn del Capricorno
Il cavaliere d'oro della decima casa porta un doppio mantello verde fatto da due teli: uno lungo che arriva fino a metà gamba, e uno sovrapposto lievemente più corto; è bordato d'oro e ha il fondo sagomato con due punte laterali e una curvatura centrale.
Acquarius dell'Acquario
Il cavaliere d'oro della undicesima casa indossa un grosso mantello bianco con fregi in oro diviso verticalmente in due; l'interno è di un intenso azzurro.
Fish dei Pesci
Il cavaliere d'oro della dodicesima casa indossa un mantello lungo di colore tenue lilla.

## Promozione
Il primo annuncio ufficiale del film avvenne nel 2012 sul sito della Toei Animation (precedentemente erano circolate voci su un film live action, mai realizzato) tramite una locandina nel sito del produttore, sotto la dicitura "Nuovo progetto di Masami Kurumada". L'annuncio effettivo del film avvenne a seguito del lancio del sito internet ufficiale a ottobre del 2013, quando furono rivelati titolo e trama, mentre il primo teaser apparve nel dicembre dello stesso anno seguito poi dal primo trailer nel marzo 2014. Il film è uscito in Giappone per i festeggiamenti dei 40 anni di carriera dell'autore Masami Kurumada.

## Distribuzione

### Data di uscita
Le date di uscita nei cinema internazionali sono state:
| Paese       | Titolo                                                    | Data              |
| ----------- | --------------------------------------------------------- | ----------------- |
| Giappone    | 聖闘士星矢 Legend of Sanctuary                            | 21 giugno 2014    |
| Hong Kong   | -                                                         | 7 agosto 2014     |
| Brasile     | Os Cavaleiros do Zodíaco: A Lenda do Santuário            | 11 settembre 2014 |
| Malaysia    | Los Caballeros del Zodiaco: La Leyenda del Santuario      | 11 settembre 2014 |
| Perù        | Los Caballeros del Zodiaco: La Leyenda del Santuario      | 11 settembre 2014 |
| Stati Uniti | Saint Seiya: Legend of Sanctuary                          | 21 settembre 2014 |
| Argentina   | Los Caballeros del Zodiaco: La Leyenda del Santuario      | 25 settembre 2014 |
| Cile        | Los Caballeros del Zodiaco: La Leyenda del Santuario      | 25 settembre 2014 |
| Messico     | Los Caballeros del Zodiaco: La Leyenda del Santuario      | 25 settembre 2014 |
| Singapore   | -                                                         | 9 ottobre 2014    |
| Italia      | I Cavalieri dello zodiaco - La leggenda del Grande Tempio | 8 gennaio 2015    |
| Francia     | Les Chevaliers du Zodiaque: La légende du sanctuaire      | 25 febbraio 2015  |
| Spagna      | Los Caballeros del Zodíaco: La leyenda del Santuario      | 6 marzo 2015      |
| Cina        | 聖鬥士星矢 LEGEND of SANCTUARY                            | 26 febbraio 2016  |

### Edizione italiana
L'edizione italiana del film è a cura di Romina Franzini. Il doppiaggio è stato eseguito dallo Studio P.V. di Milano e diretto da Ivo De Palma, autore anche dei dialoghi. Sebbene la pellicola sia un nuovo adattamento del manga senza legami con altre produzioni precedenti, per l'edizione italiana si è scelto di riconfermare gran parte del cast delle serie animate (a differenza della versione originale e come fatto per la versione brasiliana o quelle spagnole) e di utilizzare la loro stessa terminologia.

### Edizioni home video
I DVD e i blu-ray sono usciti in Giappone e varie nazioni del mondo nel 2014 e 2015, tra cui Cina, Brasile e in Europa tra cui in Italia con doppia traccia audio (doppiaggio italiano e doppiaggio giapponese).

## Accoglienza

### Incassi
Il film venne lanciato in Giappone a giugno, in 145 sale a seguito di una notevole campagna pubblicitaria su riviste e vari media giapponesi, incassando in totale l'equivalente di 2150340 $.
Anche ad Hong Kong, dove la pellicola venne distribuita il 7 agosto dello stesso anno, il film non ebbe molto successo, scendendo dalla 10 alla 25 posizione, con una notevole riduzione del numero di sale che passarono in quattro settimane da 18 a 2.
In Brasile è stato lanciato in ben 355 sale guadagnando $2,439,732.
In Messico in 298 sale guadagnando $2,313,180
In Italia il film è stato proiettato in duecento sale, e ha guadagnato €737,694
In Cina il film è stato proiettato nel 2016 con un incasso di €5,698,000
Alla data di marzo 2016, globalmente il film ha incassato quasi 20 milioni di dollari, a cui si aggiungono oltre i 3 milioni derivanti dalla vendita dei Blue-Ray/DVD , a fronte di una spesa di oltre 2 miliardi e mezzo di ¥ , corrispondente a poco più di 20 milioni di dollari dell'epoca, risultando quindi in un sostanziale pareggio di bilancio.

## Merchandising
Sul film sono stati realizzati alcuni prodotti di merchandising, tra cui anche alcuni Myth Cloth relativi ai personaggi del film. Due sono i Myth Cloth relativi al film: Saga dei Gemelli Legend Ex e Aiolos del Sagittario Legend Ex.